# Asystasia macrophylla
Espèce
Synonymes
- Asystasia macrophylla (T.Anderson) Lindau (T.Anderson) Lindau (préféré par UICN)[2]
- Dicentranthera macrophylla T.Anderson[1] [2]

Statut de conservation UICN

 LC  : Préoccupation mineure
Asystasia macrophylla est une espèce de plantes à fleurs de la famille des Acanthaceae et du genre Asystasia. C'est un arbuste présent en Afrique tropicale depuis le sud-est du Nigeria et Bioko jusqu'au Gabon.

## Description
C'est un arbuste qui peut atteindre 3 m de hauteur.